# Alessandro Malaspina
Alessandro Malaspina (5 noiembrie 1754 – 9 aprilie 1810) a fost un nobil italian, care și-a petrecut cea mai mare parte a vieții ca ofițer maritim și explorator aflat în serviciul Spaniei. Din inițiativa Regalității spaniole, a întreprins o călătorie în jurul lumii între 1786 și 1788, iar apoi, între 1789 și 1794 o expediție de-a lungul și de-a latul Oceanului Pacific, explorând cea mai mare parte a coastei apusene a Americilor, de la Capul Horn până la Golful Alaskăi, străbătând insula Guam și Filipine și oprind în Noua Zeelandă, Australia și Tonga.

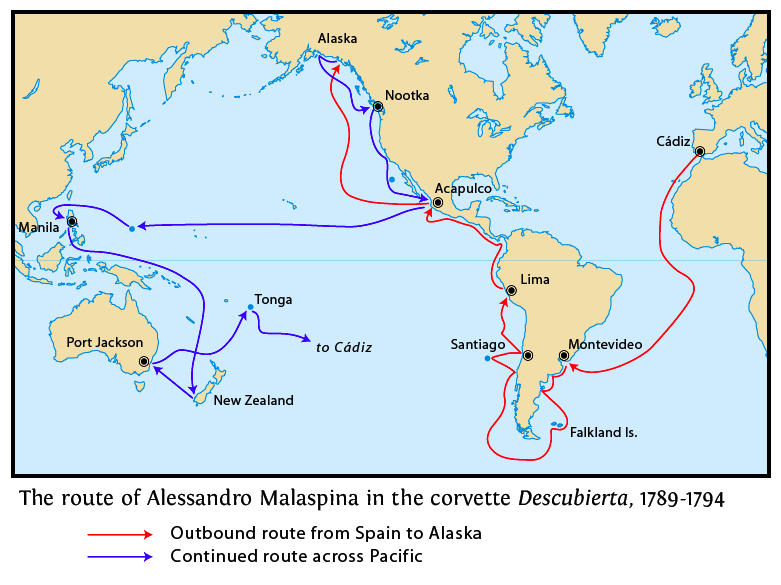
Harta arată ruta urmată de vasul lui Malaspina, Descubierta.